# Sphingomonas
Sphingomonas es un grupo de bacterias Gram negativas con forma de bacilo, quimioheterótrofas y estrictamente aerobias. Contienen ubiquinona 10 como su principal quinona respiratoria, glicoesfingolípidos (GSLs) en vez de lipopolisacáridos en su envoltura celular y típicamente forman colonias de color amarillo.
El grupo fue definido en 1990 y en 2001 el género Sphingomonas incluía más de 20 especies bastante diversas en términos de sus características filogenéticas, ecológicas y fisiológicas. Como consecuencia de ello, el généro Sphingomonas se subdividió en cuatro géneros: Sphingomonas, Sphingobium, Novosphingobium y Sphingopyxis. Estos cuatro géneros son colectivamente referidos como "esfingomonas".
Las esfingomonas se distribuyen extensamente en la naturaleza habiéndose aislado de diferentes hábitats terrestres y acuáticos, de los sistemas radiculares de las plantas, especímenes clínicos y de muchas otras fuentes.
Algunas de las esfingomonas (especialmente Sphingomonas paucimobilis) causan enfermedades en los seres humanos, principalmente infecciones hospitalarias que se tratarse fácilmente con antibióticos.
Debido a sus capacidades biodegradantes y biosintéticas, las esfingomonas se han utilizado en un amplio rango de aplicaciones biotecnológicas, desde biorremediación de contaminantes ambientales hasta la producción de polímeros extracelulares como esfinganos (por ejemplo, gellan, welan y rhamsan) usados ampliamente en la industria alimentaria y en otras. Así mismo, se ha comprobado ser productora de la enzima (microcistinaza o MlrA), la cual degrada la hepatotoxina microcistina, siendo de gran importancia en los reservorios de agua potable afectados por estas cianotoxinas.